# Bristol Tourer
Die Bristol Tourer war ein ziviles, als Doppeldecker ausgelegtes Mehrzweckflugzeug des britischen Herstellers British and Colonial Aeroplane Company mit zwei oder drei Sitzen. Es entstand in den Jahren nach dem Ersten Weltkrieg unter Verwendung vieler Bauteile der Bristol Fighter. Der Erstflug fand 1919 statt.

## Konstruktion
Die Tourer wurde mit einer Vielzahl von Triebwerken ausgeliefert und den jeweiligen Kundenwünschen angepasst. Als Antrieb dienten unter anderem die Motoren Rolls-Royce Falcon, Siddeley Puma, Hispano-Suiza 8 und Wolseley Viper. Der Pilot und ein oder zwei nebeneinander sitzende Fluggäste fanden in einem offenen Cockpit Platz. Bei einigen Modellen war über den Passagierplätzen ein Verdeck angebracht, sie erhielten die Bezeichnung Coupé.

## Nutzung
Zu den Nutzern der Bristol Tourer gehörte die Fluggesellschaft Western Australian Airways, die im Dezember 1921 ihre ersten Linienflüge zwischen Perth und Geraldton mit diesem Modell durchführte.

## Versionen
- Type 27 – zweisitzige Ursprungsvariante mit Rolls-Royce-Falcon-Motor, drei Flugzeuge
- Type 28 – Type 27 mit Verdeck über dem hinteren Sitz
- Type 29 – Version mit Siddeley-Puma-Motoren, als Firmenflugzeug verwendet, zwei Flugzeuge
- Type 45 Scandinavian Tourer – Type 29 mit Schneekufen
- Type 47 – dreisitzige Version
- Type 48 – Type 47 mit Schwimmern
- Type 81 Puma Trainer – Trainingsversion der Type 29 (ein Umbau, vier Neubauten)
  - Type 81A – Type 81 mit verändertem Fahrwerk und Leitwerk für die griechischen Streitkräfte, sechs Flugzeuge
- Type 86 Greek Tourer – der Bristol Fighter entsprechende Version für die griechischen Streitkräfte, konnte bewaffnet werden, sechs Flugzeuge
- Type 88 Bulgarian Tourer – Version für die bulgarische Post mit einem Wolseley-Viper-Antrieb, vier Flugzeuge

## Militärische Nutzung
Bulgarien
 Chile
 Griechenland

## Technische Daten (Type 28)
| Kenngröße             | Daten                                                           |
| --------------------- | --------------------------------------------------------------- |
| Besatzung             | 1                                                               |
| Passagiere            | 1                                                               |
| Länge                 | 7,95 m                                                          |
| Spannweite            | 12,01 m                                                         |
| Höhe                  | 3,07 m                                                          |
| Flügelfläche          | 37,8 m²                                                         |
| Leermasse             | 860 kg                                                          |
| Startmasse            | 1360 kg                                                         |
| Höchstgeschwindigkeit | 193 km/h                                                        |
| Dienstgipfelhöhe      | 6100 m                                                          |
| Reichweite            | 640 km                                                          |
| Triebwerk             | ein Sechszylinder-Reihenmotor Siddeley Puma mit 179 kW (243 PS) |